# Ernst von Dohnányi

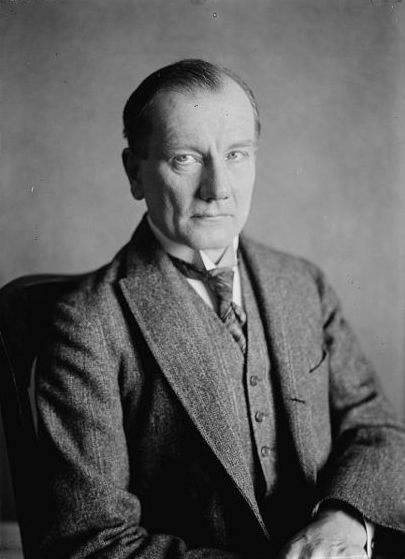
Ernst von Dohnányi

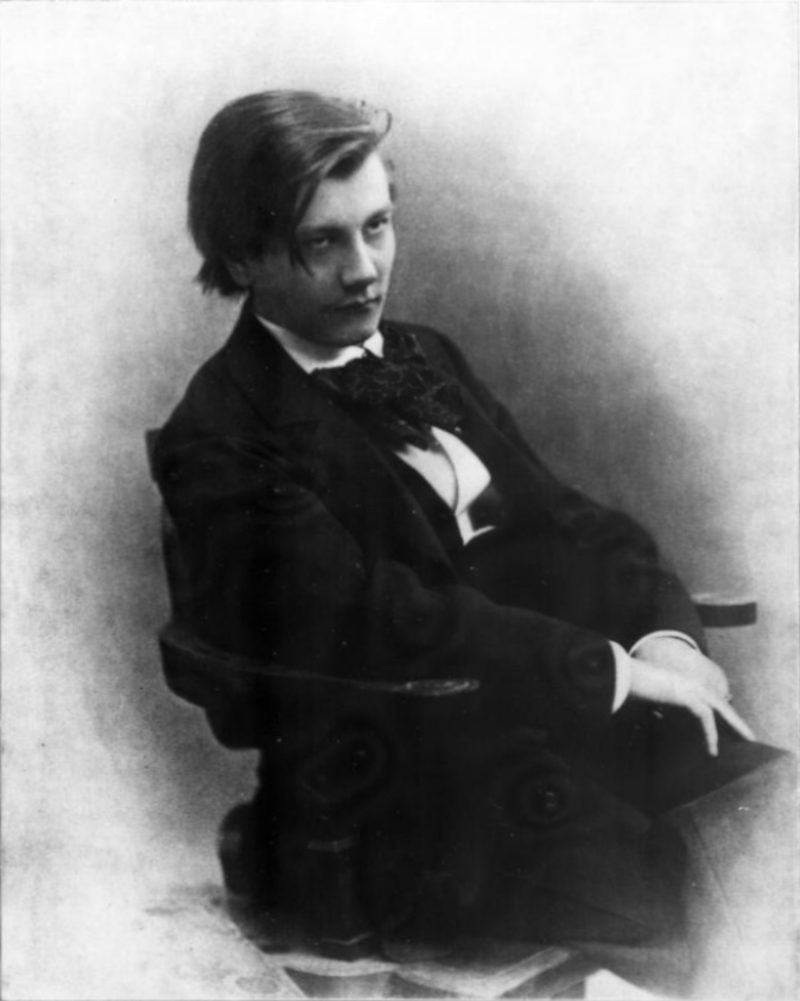
Der junge Ernst von Dohnányi, Foto: Becker und Maass, publiziert im März 1900

Ernst von Dohnányi [ˈdohnaːɲi] (auch Dohnányi Ernő; * 27. Juli 1877 in Pressburg, Österreich-Ungarn; † 9. Februar 1960 in New York City) war ein ungarischer Pianist und Komponist.

## Leben
Ernst von Dohnányi entstammte einer musikalischen Familie und erhielt den ersten Musikunterricht von seinem Vater Friedrich Dohnányi (ungarisch: Dohnányi Frigyes, 1843–1909), einem Professor für Mathematik und Amateurcellisten. Er galt als Wunderkind und trat schon früh als Komponist und Pianist hervor. Seine weitere Ausbildung erhielt er an der Franz-Liszt-Musikakademie Budapest, wo er Klavier und Komposition bei dem Organisten der Kathedrale von Bratislava Carl Forstner studierte. 1894 wurde er in die Klavierklasse von István Thomán sowie die Kompositionsklasse Hans von Koesslers aufgenommen, die gleichzeitig auch Béla Bartók besuchte. Ebenfalls 1895 machte Dohnányi Bekanntschaft mit Johannes Brahms, der sein Klavierquintett c-Moll op. 1 überschwänglich lobte. 1897 beendete er seine Studien in Budapest und gab nach kurzen weiteren Unterweisungen durch Eugen d’Albert sein Debüt in Berlin. In den folgenden Jahren feierte er sowohl als Komponist als auch als Pianist internationale Erfolge. Seit 1905 lehrte er an der Berliner Hochschule für Musik, wo er 1908 zum Professor ernannt wurde.
1915 kehrte er auf Grund des Ersten Weltkrieges nach Ungarn zurück, wo er ab 1916 an der Budapester Franz-Liszt-Musikakademie lehrte. 1918 wurde er Chefdirigent und Präsident der Philharmonischen Gesellschaft des Philharmonischen Orchesters Budapest, was er bis 1944 blieb. 1919 musste er auf Druck des Horthy-Regimes sein Lehramt niederlegen. In den 1920er Jahren knüpfte er auf vielen Konzertreisen Verbindungen zu den USA. 1928 konnte er seine Lehrtätigkeit an der Musikakademie Budapest wieder aufnehmen, sechs Jahre später wurde er zu ihrem Direktor ernannt – ein Amt, das er schon 1918/1919 ausgeübt hatte.
Er brach auch nach Hitlers Machtergreifung seine Beziehungen zu Deutschland und Österreich nicht ab. Trotzdem musste Dohnányi auf nationalsozialistischen Druck hin 1941 das Amt des Direktors der Budapester Musikakademie niederlegen. 1943 gründete er die Budapester Symphoniker. Seine Beziehung zum Nationalsozialismus blieb ambivalent: Einerseits sorgte er dafür, dass die jüdischen Mitglieder der Philharmonie bis 1944 (d. h. bis zur Auflösung des Orchesters) gehalten werden durften, andererseits setzte er sich im November 1944 während der Schlacht um Budapest in das noch zum nationalsozialistischen Deutschen Reich gehörende Österreich ab. Obwohl diese Entscheidung wahrscheinlich nicht politisch zu verstehen war, hat man sie ihm im kommunistischen Ungarn bis in die 1970er Jahre nicht verziehen – 1945 wurde er sogar zum Kriegsverbrecher erklärt.
Nachdem er 1948 nach Argentinien gezogen war, ging er ein Jahr später in die USA, wo er als Professor an der Florida State University in Tallahassee wirkte. Ab 1953 begann er wieder zu konzertieren und blieb bis zu seinem Tode aktiv.

## Familie
Dohnányi war in erster Ehe mit der österreich-jüdischen Pianistin Elisabeth Kunwald verheiratet. Aus dieser Ehe gingen zwei Kinder hervor, Hans (1902–1945) und Grete (1903–1971), die später beide in die Familie Bonhoeffer einheirateten: Grete ehelichte den ältesten Sohn Karl Friedrich und Hans die Tochter Christine. Von 1919 bis 1949 war Dohnányi mit der Schauspielerin Elsa Marguérite Galafrés verheiratet; von 1949 bis zu seinem Tode mit Ilona Zachár.
Sein Neffe Antal Doráti war Dirigent und Komponist.
Ernst von Dohnányi ist der Großvater von Klaus und Christoph von Dohnányi sowie der Urgroßvater von Johannes und Justus von Dohnányi.

## Tonsprache
Dohnányis Musiksprache ist oft vorschnell als epigonal und stark an Brahms orientiert bezeichnet worden. Dies geschieht nicht zuletzt vor dem Hintergrund, dass er von der ungarischen Komponistentriade Dohnányi – Kodály – Béla Bartók sicherlich mit Abstand der konservativste Kopf war. Zudem finden sich die Wurzeln seiner Musik klar im 19. Jahrhundert, wobei Brahms als Ausgangspunkt seines Schaffens und wichtiger Impulsgeber gewertet werden kann. Dennoch entwickelte Dohnányi recht schnell einen charakteristischen Personalstil, der sich nicht auf das Nachahmen großer Vorbilder beschränkt, sondern eine eigenständige Weiterentwicklung der Musik der Spätromantik darstellt.
Dohnányi verfügte über eine ausgezeichnete, sehr reife Kompositionstechnik, Ideenreichtum und Sinn für opulente Klangfarben. Obwohl er sich an traditionellen Kompositionsschemata orientierte, liegt der Reiz seiner Werke oft gerade darin, dass er mit deren Grenzen experimentiert. In Harmonik, Instrumentation und Formgebung ging er gerne deutlich über die Tonsprache seiner Vorbilder hinaus. Zeitweise entwickelte er einen geradezu grotesken Tonfall, der ein wenig an Schostakowitsch erinnert. Anders als seine ungarischen Altersgenossen griff Dohnányi eher selten auf ungarische Folklore zurück. Seine besten Werke zeigen Dohnányi als einen zwar konservativen, aber dennoch sehr einfallsreichen und eigenständigen Komponisten.

## Dohnányi als Pianist und Lehrer
Dohnányi zählt zu den bedeutendsten Pianisten der ersten Hälfte des 20. Jahrhunderts. Einerseits setzte er sich für die klassisch-romantische Klavierliteratur ein, darunter die Klaviersonaten Beethovens, andererseits bewährte er sich auch als Interpret moderner Musik (u. a. von Béla Bartók). Darüber hinaus veröffentlichte er ein auch heute noch instruktives Lehrwerk (Die wichtigsten Fingerübungen zur Erlangung einer sicheren Klaviertechnik, Budapest 1929).
Auch als Pädagoge, der technische Mittel und musikalische Aussage als Einheit ansah, besaß Dohnányi nachhaltigen Einfluss. Zu seinem Budapester Schülerkreis gehörten u. a. Géza Anda, Sári Biró (1912–1990), György Cziffra, George Feyer (1912–2001), Annie Fischer, Ferenc Fricsay, Ervin Nyíregyházi und Péter Solymos. Christoph von Dohnányi studierte bei seinem Großvater nach dessen Emigration in die USA an der Florida State University.

## Werke
- Orchesterwerke
  - Sinfonie F-Dur (1896, unveröffentlicht)
  - Sinfonie Nr. 1 d-Moll op. 9 (1900/01)
  - Sinfonie Nr. 2 E-Dur op. 40 (1943/44, rev. 1953–56)
  - Der Schleier der Pierrette op. 18 (1908/09), Ballett-Pantomime nach Arthur Schnitzler
  - Suite fis-Moll op. 19 (1908/09)
  - Ruralia hungarica op. 32b (1924)
  - Sinfonische Minuten op. 36 (1933)
  - American Rhapsody op. 47 (1953)
- Konzerte
  - Klavierkonzert Nr. 1 e-Moll op. 5 (1897/98)
  - Klavierkonzert Nr. 2 h-Moll op. 42 (1946/47)
  - Violinkonzert Nr. 1 d-Moll op. 27 (1914/15)
  - Violinkonzert Nr. 2 c-Moll op. 43 (1949/50)
  - Konzertstück D-Dur op. 12 für Violoncello und Orchester (1903/04)
  - Variationen über ein Kinderlied C-Dur op. 25 für Klavier und Orchester (1914)
  - Concertino op. 45 für Harfe und Kammerorchester (1952)
- Vokalwerke
  - Szegediner Messe op. 35 (1930)
  - Cantus vitae, Kantate op. 38 (1939–41)
  - Stabat mater op. 46 (1952/53)
  - drei Opern
  - Lieder
  - Chöre
- Kammermusik
  - Klavierquartett fis-Moll (1891/1893)
  - 2 Klavierquintette (Nr. 1 c-Moll op. 1, 1895, Nr. 2 es-Moll op. 26, 1914)
  - 3 Streichquartette (Nr. 1 A-Dur op. 7, 1899, Nr. 2 Des-Dur op. 15, 1906, Nr. 3 a-Moll op. 33, 1926)
  - Violoncellosonate b-Moll op. 8 (1899)
  - Violinsonate cis-Moll op. 21 (1912) (frühere Version 1894)
  - Serenade für Streichtrio C-Dur op. 10 (1902)
  - Sextett C-Dur op. 37 für Klavier, Klarinette, Horn und Streichtrio (1935)
  - Streich-Sextett B-Dur
  - Aria op. 48, No. 1 für Flöte und Klavier[3]
  - Passacaglia op. 48, No. 2 für Flöte solo – Eleanor Baker Lawrence gewidmet
- Klaviermusik
  - Vier Klavierstücke op. 2 (1896/97)
  - Vier Rhapsodien op. 11 (1902/03)
  - Winterreigen op. 13 (1905)
  - Humoresken in Form einer Suite op. 17 (1907)
  - Suite im alten Stil op. 24 (1913)
  - Sechs Konzertetüden op. 28 (1916)
  - Ruralia hungarica op. 32a (1923/24)
  - Sechs Klavierstücke op. 41 (1945)
  - Drei Klavierstücke op. 44 (1951)
  - Daily Finger Exercises, 3 Bände (1960)

## Auszeichnungen
Im Jahr 1930 erhielt Dohnányi das Matthias-Corvinus-Ehrenzeichen.